# Lista över fornlämningar i Ockelbo kommun
Lista över fornlämningar i Ockelbo kommun är en förteckning av ett urval av de fornlämningar som finns i Ockelbo kommun.

## Ockelbo
| Namn                                 | Lämningstyp  | Tillkomsttid | Historisk indelning  | Plats | Läge                 | ID-nr          | Bild                                 |
| ------------------------------------ | ------------ | ------------ | -------------------- | ----- | -------------------- | -------------- | ------------------------------------ |
| Ockelbo 2:1                          | Hög          |              | Ockelbo, Gästrikland |       | 60.895614, 16.664090 | 10242900020001 | Ladda upp en bild av detta fornminne |
| Ockelbo 3:1                          | Gravfält     |              | Ockelbo, Gästrikland |       | 60.895115, 16.689333 | 10242900030001 | Ladda upp en bild av detta fornminne |
| Ockelbo 12:1                         | Gravfält     |              | Ockelbo, Gästrikland |       | 60.896662, 16.688262 | 10242900120001 | Ladda upp en bild av detta fornminne |
| Ockelbo 14:1                         | Gravfält     |              | Ockelbo, Gästrikland |       | 60.898166, 16.688706 | 10242900140001 | Ladda upp en bild av detta fornminne |
| Ockelbo 16:1                         | Hög          |              | Ockelbo, Gästrikland |       | 60.900792, 16.687811 | 10242900160001 | Ladda upp en bild av detta fornminne |
| Ockelbo 16:2                         | Stensättning |              | Ockelbo, Gästrikland |       | 60.901052, 16.687249 | 10242900160002 | Ladda upp en bild av detta fornminne |
| Ockelbo 18:1                         | Gravfält     |              | Ockelbo, Gästrikland |       | 60.902932, 16.712123 | 10242900180001 | Ladda upp en bild av detta fornminne |
| Ockelbo 62:1                         | Stensättning |              | Ockelbo, Gästrikland |       | 60.920743, 16.753739 | 10242900620001 | Ladda upp en bild av detta fornminne |
| 3) Fornvi gamla tomt (Ockelbo 102:1) | Gravfält     |              | Ockelbo, Gästrikland |       | 60.894913, 16.696349 | 10242901020001 | Ladda upp en bild av detta fornminne |
| Ockelbo 103:1                        | Hög          |              | Ockelbo, Gästrikland |       | 60.893526, 16.694632 | 10242901030001 | Ladda upp en bild av detta fornminne |
| Ockelbo 104:1                        | Gravfält     |              | Ockelbo, Gästrikland |       | 60.891844, 16.696175 | 10242901040001 | Ladda upp en bild av detta fornminne |
| Ockelbo 124:1                        | Hög          |              | Ockelbo, Gästrikland |       | 60.890791, 16.680201 | 10242901240001 | Ladda upp en bild av detta fornminne |
| Gåsåkersbacken (Ockelbo 140:1)       | Gravfält     |              | Ockelbo, Gästrikland |       | 60.884939, 16.727153 | 10242901400001 | Ladda upp en bild av detta fornminne |
| Ockelbo 218:1                        | Hög          |              | Ockelbo, Gästrikland |       | 60.892454, 16.691717 | 10242902180001 | Ladda upp en bild av detta fornminne |
| Ivantjärns fäbod (Ockelbo 270:1)     | Fäbod        |              | Ockelbo, Gästrikland |       | 60.829854, 16.343301 | 10242902700001 | Ladda upp en bild av detta fornminne |
| Björnbackas fäbodar (Ockelbo 1483)   | Fäbod        |              | Ockelbo, Gästrikland |       | 60.793583, 16.395405 | 12000000103896 | Ladda upp en bild av detta fornminne |
| Ockelbo 1504                         | Fäbod        |              | Ockelbo, Gästrikland |       | 60.794750, 16.399671 | 12000000104014 | Ladda upp en bild av detta fornminne |
| Daniels fäbod (Ockelbo 1558)         | Fäbod        |              | Ockelbo, Gästrikland |       | 61.027250, 16.434148 | 12000000115722 | Ladda upp en bild av detta fornminne |